# 구나도촌
구나도촌(久那土村)은 야마나시현 니시야쓰시로군에 있던 촌이다. 현재의 미나미코마군 미노부정 북동부에 해당한다.

## 역사
- 1889년 7월 1일 - 정촌제 시행에 의해 7개 촌이 합병해 구나도촌이 성립하였다.
- 1955년 7월 1일 - 야마호촌의 일부를 편입하였다.
- 1956년 9월 30일 - 구 시모베정, 후루세키촌, 교와촌과 합병해 새로운 시모베정이 성립하여, 동일 구나도촌은 폐지되었다.

## 교통

### 철도
- 일본국유철도
  - 미노부선

## 참고문헌
- 角川日本地名大辞典 19 山梨県